# Буасело, Луи-Константин
Луи-Константин Буасело (фр. Louis-Constantin Boisselot; 11 марта 1809, Монпелье, Французская империя — 5 июня 1850, Марсель, Французская республика) — французский производитель фортепиано, создатель дома Буассело, композитор.

## Биография
В ноября 1835 года Буасело женился на Фортуне Фунаро, дочери торговца. У пары родился сын Мари-Луи-Франсуа Буасело (1845—1902), известный как просто Франц, так как его крестным отцом был Ференц Лист (1811—1886), старый друг семьи. На парижской международной выставке в 1844 году Л.-К. Буасело презентовал рояль с «педальным тоном», опередив «sostenuto mechanism», который фирма Steinway & Sons заново представила в 1874 году. Дело успешно продолжалось последующими поколениями семьи до конца XIX века. Коллекция «Классик Штифтунг Веймар» включает в себя концертный рояль от Буасело&Филс (Марсель, 1846), который был преподнесен Ференцу Листу в качестве подарка и на котором композитор создал свои произведения веймарского периода. Лист писал о глубокой привязанности к этому инструменту в письме Ксавьеру Буасело в 1862 году: «Несмотря на то, что клавиши почти истерлись из-за сражений с музыкой прошлого, настоящего и будущего, я никогда не соглашусь поменять его и намерен хранить до конца своих дней как помощника в работе».
К 200-летию со дня рождения Ференца Листа, в рамках проекта правительства Южной Германии, была создана копия личного рояля композитора 1846 года от Буасело. Для воспроизведения реплики «Классик Штифтунг Веймар» выбрал современного мастера Пола Макналти. В настоящее время и оригинал Буасело, и копия являются собственностью «Штифтунг Веймар».